# Le Code Rebecca
Le Code Rebecca est un roman d'espionnage de langue anglaise écrit par Ken Follett, paru en 1980 sous le titre The Key to Rebecca. Il a été traduit de l'anglais en français par Jean Rosenthal en 1981.
L'histoire, inspirée de faits réels, se base sur celle de l'espion nazi Johannes Eppler (en) et l'opération Salaam.

## Résumé
En 1942, l'Égypte est une colonie anglaise. Les forces nazies et italiennes ont pris Tobrouk et sont aux portes des principales villes. Pour aider Rommel, Alexander Wolff le rejoint comme espion au service de l'Abwehr. Il est né en Égypte mais son père était allemand. Lorsqu’il est mort sa mère s’est remariée avec un autochtone. Il possède des papiers d'identité authentiques. Le seul problème pour lui est de revenir au Caire sans se faire remarquer. Il a en effet été absent les deux années pendant lesquelles il a été entrainé par le Reich. Les frontières étant fermées, il lui est difficile de revenir discrètement.
Il traverse le désert et à la limite de l’épuisement, rejoint des cousins (du côté de son père adoptif) qui sont nomades.
Il se fait repérer par une patrouille anglaise, qui le prend pour ce qu’il prétend être : un homme dont la voiture a rendu l’âme en plein désert. L’officier anglais ressent des doutes. Il affecte un homme à l'inconnu, officiellement pour l’aider à retrouver sa voiture. Wolff le tue lorsqu’il découvre qu’il a dans ses bagages une fortune en livres anglaises.
Avant que le crime ne soit découvert il a quitté la ville et a rejoint le Caire. Il ne peut pas se rendre dans sa villa car il a montré ses papiers à l’officier anglais et a décidé de ne pas utiliser de faux papiers fabriqués par le Reich, trop détectables.
La police militaire connait son nom et fouille sa villa. Il se cache et renoue avec Sonja, une ancienne maitresse, qu’il a abandonné sans explications il y a deux ans lorsqu’il a été recruté par les nazis. Elle est folle de lui et le couple se reforme.
Elle exerce comme danseuse du ventre célèbre et elle habite une péniche, ce qui convient bien à Wolff.
Il constate que des officiers anglais circulent chaque jour entre le QG et les bâtiments des services secrets. Il imagine alors de voler les documents de l'un d'entre eux. Il organise avec un chef de bande une empoignade dans une rue très fréquentée. Des dizaines de personnes sont dépouillées, y compris un officier anglais de sa mallette. Pas de chance pour Wolff : celle-ci contient les menus du mess des officiers.
Wolff a alors une idée : convaincre sa maitresse de séduire un officier de liaison anglais. La chance lui désigne un agent du MI5. Celui-ci transporte chaque jour des plans confidentiels anglais.
Sonja donne rendez-vous à midi à l'agent anglais à sa péniche. Pendant qu’ils font l’amour, Wolff fouille dans la mallette pour prendre connaissance des plans des anglais. Wolff se fait surprendre par l’anglais et le tue. Il agit vite pour transmettre ses renseignements à Rommel car ces informations peuvent permettre aux nazis de prendre le Caire. Pour chiffrer ses messages, Wolff utilise un code basé d'après le roman Rebecca de Daphné du Maurier, incassable pour celui qui ne dispose pas du même livre.
William Vandam officier de renseignement britannique piste sa trace. De la fausse monnaie en circulation est sûrement le signe de la présence d'un espion, les Allemands préférant les fausses coupures à la monnaie authentique négociée en Suisse. Wolff camoufle soigneusement ses traces. Il faut le surprendre dans un magasin où il s’approvisionne en produits de luxe. Vandam y fait engager une jeune juive, agent secret britannique, mieux fondue dans la population locale. Au bout de quelques semaines elle voit l’Allemand et se lie avec lui. Wolff est volage et il l’invite à sortir. Le premier rendez-vous ne permet pas de l’appréhender. Au second, l’espionne est démasquée et Vandam est pris en défaut.
L’espion allemand détruit son code de communications. Il se rend dans le désert, auprès de ses cousins, pour en trouver une copie. Il prend en otage l’espionne britannique et le fils de Vandam. Ce dernier réagit. Il sait que l’espion est en possession de données sensibles qui peuvent faire basculer la guerre. Il faut à tout prix l’empêcher de les transmettre à Rommel.
Vandam le rattrape avant qu’il ne rejoigne ses cousins et le maitrise une fois qu’il a le code en sa possession. En transmettant de fausses informations aux nazis, il les persuade d’attaquer au mauvais endroit et les attire dans des sables mouvants. 
Pour la première fois, l'armée anglaise fait reculer Rommel.

## Éditions
Édition britannique originale
- Ken Follett, The Key to Rebecca, 509 pages,  (ISBN 0688037348)

Édition française originale
- Ken Follett, Le Code Rebecca (traduit de l'anglais par Jean Rosenthal), éditions Robert Laffont, 359 pages,  (ISBN 978-2221007617)

## Adaptation
En 1985 un téléfilm tourné en Tunisie a été réalisé par David Hemmings avec David Soul dans le rôle d’Alex Wolff et Cliff Robertson dans le rôle du major William Vandam. Le DVD en français est sorti en juin 2013.